# Halecium undulatum
Halecium undulatum är en nässeldjursart som beskrevs av Chantal Billard 1921. Halecium undulatum ingår i släktet Halecium och familjen Haleciidae. Arten är reproducerande i Sverige. Inga underarter finns listade i Catalogue of Life.